# Diktatura proletarijata
Diktatura proletarijata je revolucionarna vlast proletarijata, radničke klase. U marksizmu je to politički sustav koji revolucionarnim prevratom uspostavlja radnička klasa u socijalizmu, kojega se definira prijelaznim razdobljem od kapitalizma prema komunizmu (komunisti uglavnom ne pristaju da imenom "komunizam" nazivaju državni poredak kojega vode, i u koji još nije ostvareno idealno stanju socijalne pravednosti i obilja kojega oni nastoje ostvariti u budućnosti). 
Vladimir Iljič Lenjin naučavao da je nužno uspostaviti diktaturu proletarijata kao „najžešći i najnemilosrdniji rat nove klase protiv moćnijega neprijatelja, protiv buržoazije, čiji je otpor udesetorostručen njenim obaranjem (…) diktatura proletarijata je nužna, i pobjeda nad buržoazijom nije moguća bez dugog, upornog, ogorčenog rata“.
Radi se o općoj vlasti koju ostvaruje radnička klasa, često u savezu sa seljaštvom i ostalim radnim ljudima, nakon zbacivanja s vlasti buržoazije i ostalih izrabljivačkih klasa, a koju karakterizira razbijanje starih institucija vlasti klasnog društva i oblikovanje novih. Ovaj marksistički pojam je označavao prijelaznu socijalističku državu između kapitalističkog društva i besklasnog komunističkog društva. Kroz "prijelazno razdoblje", država je trebala biti revolucionarna diktatura proletarijata.

## Teoretska podloga
Karl Marx je razmatrao o pitanju diktature proletarijata u razdoblju početaka komunističkog pokreta, obilježenoga objavom Komunističkog manifesta iz 1848. godine. Već u Komunističkom manifestu piše on o nužnosti da odmah na početku svoje vlasti proletarijat mora pristupiti "despotskom zahvaćanju u pravo vlasništva i u uvjete buržoaske produkcije", te otvoreno deklarira da se ciljevi komunista mogu postići jedino nasilnim obaranjem čitavog dosadašnjeg društvenog poretka. Povodom nastanka i propasti Pariške komune iz 1871. godine u radu Građanski rat u Francuskoj (djelo od 35 stranica, objavljeno 1871. godine službeni stav Komunističke internacionale) razvio je tezu da 'radnici', kada osvoje vlast, moraju posve uništiti buržoasku državu i razne druge sustave društvene moći, kako bi ih nasilno zamijenili novom strukturom koja će provoditi ciljeve revolucije. U narednim desetljećima Marx napada ideje da je prihvatljivo stvarati mirne kompromise s "klasnim neprijateljima" radi poboljšavanja stanja širokih narodnih masa: odnosi između klasa nužno predstavljaju tzv. klasnu borbu, u kojoj ili buržoazija odnosi pobjedu nad proletarijatom putem institucija države koje predstavljaju organizirano nasilje, ili će proletarijat poraziti buržoaziju primjenom vlastitog nasilja. U Kritici Gotskog programa iz 1875. god. Marks oštro kritizira ideje dijela ljevice svojega doba da je moguće postići stvarni politički napredak drugačije nego uspostavom diktature proletarijata, koju shvaća kao državu prijelaznog razdoblja iz kapitalizma u komunizam.[nedostaje izvor]
Bitni doprinos razvoju ideja o diktaturi proletarijata dao je Vladimir Iljič Lenjin. Kako u klasnom društvu ne može biti istinske demokracije, smatra Lenjin, diktatura proletarijata ima zadatak da, ostvarujući »proletersku demokraciju«, izopći iz demokracije klasu ugnjetača (»ugnjetavanje ugnjetača«). U Državi i revoluciji (1917.) Lenjin zastupa stav da diktatura proletarijata nestaje s odumiranjem proleterske države kao države, što je omogućeno tek u punom komunizmu. Tada, naime, odumire i demokracija kao politički oblik da bi se stvarno zbivala kao praksa.[nedostaje izvor]
Ovom Lenjinovom konceptu suprotstavlja se Rosa Luxemburg, koja želi isključiti posredovanje partije između vlasti i masa, smatrajući da takva praksa nužno dovodi do devijacija. Ona se zauzima za takav oblik proleterske demokracije u kojem će biti osiguran pun nadzor javnosti nad diktaturom klase. Povijesni je zadatak diktature proletarijata da ukloni »dvoličnost« buržoaske demokracije, to jest da se ova formalna demokracija učini sadržajnom. U tom pogledu ona zauzima srednji stav u polemici Lenjina s Karlom Kautskim, smatrajući da Lenjin naglašava samo riječ diktatura, a Kautsky riječ demokracija, oba nedijalektički. Specifičnu devijantnu formu doživjela je koncepcija diktature proletarijata u Staljinovoj interpretaciji i praksi. Njegovo shvaćanje da jačanjem socijalizma jača i klasna borba, u praksi je opravdavalo primjenu niza represivnih mjera ne samo prema klasi ugnjetača, već i prema onim pripadnicima same radničke klase koji se nisu u svemu slagali sa službenom Staljinovom linijom.[nedostaje izvor]

## Praksa
Diktatura proletarijata u pravilu započinje revolucionarnim terorom, čija su meta pripadnici oružanih snaga i sustava sigurnasti starog režima, te određeni broj istaknutijih pojedinaca iz redova "poraženih klasa" poput bogatih seljaka, kapitalista, političara, svećenstva, te novinara i drugih pripadnika kulturnih elita: u Hrvatskoj na početcima te faze dikature proletarijata nalazimo temeljitije rasvijetljen Pokolj na otoku Daksi kod Dubrovnika. 
U daljnjom fazi se nadzor nad stanovništvom obavlja dobro organiziranim policijskim i pravosudnim sustavom, u matrici organizirane totalitarne države. Represivni sustav djeluje na osnovu zakona kojima je bilo kakvo izražavanje nezadovoljstva, a osobito bilo kakvo neodobreno društveno organiziranje strogo kažnjivo kao "kontrarevolucionarna djelatnost": pri tome se provodi indoktrinacija  - putem strogo nadziranih medija i školstva - kojom se na razini javnog morala opozicija komunističkom režimu prikazuje kao opakiji zločin od krađe, silovanja ili krvnih delikata. Međutim se u toj fazi više ne provodi samovoljno i neorganizirano nasilje protiv stanovništva.
Preduvjet iole ozbiljnijem društvenom napredovanju je učlanjivanje u komunističku partiju: "nepartijac" ne može postati direktorom u gospodarstvu ili nositeljem bilo kakve znatnije funkcije u bilo kakvim ustanovama; čak su i mjesta stručnjaka (npr. novinara, sudaca, sveučilišnih profesora) dostupna "nepartijcima" samo u slučaju da doista nema dovoljno "partijaca" koji su pogodni za preuzimanje takvih dužnosti.
Članstvo komunističke partije, u svojstvu tzv. "elite radničke partije" u svakoj povijesno ostvarenoj diktaturi proletarijata znatno profitira od svojeg elitnog položaja - te osim socijalnog utjecaja komunisti ostvaruju znatno bolje prihode, imaju bolji pristup školovanju i zdravstvenim uslugama za sebe i članove svojih obitelji, te u velikoj mjeri preuzimaju u diktaturi proletarijata položaj koji odgovara položaju buržoazije u kapitalističkim ekonomijama.
"Široke narodne mase" imaju manje - više normalni status, te im je omogućen uobičajen pristup školovanju, zapošljavanju i socijalnim uslugama. 
"Sumnjivi elementi" - pripadnici "poraženih klasa", režimu neskloni intelektualci, pripadnici vojnih formacija poraženih u revoluciji i njihovi bliski rođaci - imaju status građana drugog reda: oni su učestalo predmet "sigurnosnih obrada" policije, koja o njima vodi dosjee kakve policije u građanskim državama vode o kriminalcima. Takve pojedince dosjei prate na služenje vojnog roka, te ih se učestalo konzultira kada "sumnjivi elementi" traže zaposlenja, stipendije za školovanje i upuštaju se u bilo kakve druge društvene aktivnosti; upotreba tih podataka je uvijek tajna i osoba se u načelu ne može djelotvorno potužiti na kakvu nepravdu koju doživljava. Posljedično, građani s takvim dosjeima zakinuti su u mnogim mogućnostima i njihovi životi su vrlo teški. Ako u svojoj nevolji nešto prigovore, primjenjuje se sintagma da "neprijatelj diže glavu", te slijede rigorozne kazne za neznatne prekršaje. Primjerice se u Hrvatskoj učestalo završavalo u zatvoru zbog pjevanja benigne domoljubne pjesme "Vilo Velebita", a u Bosni i Hercegovini čak i zbog pjevanja hrvatske nacionalne himne "Lijepa naša domovino" (makar je ta pjesma bila republička himna obližnje SR Hrvatske). Zbog posjedovanja tiskovina koje je tiskala tzv. "neprijateljska emigracija" se redovno završavalo u zatvoru, makar te tiskovine i ne sadržavale nešto osobito agresivno.